# 三隻同盟
三隻同盟（さんせきどうめい、Triple Ships Alliance）は、テレビアニメ『機動戦士ガンダムSEED』に登場する架空の勢力。

## 作中の設定
地球連合軍を離脱したアークエンジェル、崩壊したオーブ軍残存戦力を搭載したクサナギ、クライン派がザフト軍から強奪したエターナルの3隻によって構成される。名称は劇中では確認できず、プラモデルのデカールや『ガンダムエース』掲載のテキストなどにおいてこの語の使用がみられる。『Δ ASTRAY』においては、マーシャンから「歌姫の騎士団」と呼ばれている。
その立場上、正規ルートによる補給を受けられなかったため、マルキオ導師の計らいでロウ・ギュールなどのジャンク屋による補給を受けていた。
終戦後にアークエンジェルとクサナギはオーブへ、エターナルはクライン派の支援を受けてデブリ帯に潜伏する。『SEED DESTINY』では「ターミナル」とも呼ばれる情報ネットワークを構築していた。開戦とオーブの連合加入に伴い、望まぬ結婚をしようとしたカガリの連れ出しを機にアークエンジェルが活動を再開、エターナルもそれに呼応して宇宙でMS開発に着手する。しかし、ギルバート・デュランダル主導の融和路線及びプラント寄りの世論において彼らは敵対勢力とされた。後にアークエンジェルのオーブ軍第二宇宙艦隊への編入に伴い、クサナギ及び他のイズモ級で構成されたオーブ軍と合流する。しかし、すでにデュランダルへの盲信に等しい信奉が広がったその時点で、彼らはロゴスの遺産であるレクイエム使用とデスティニープランの導入に異を唱えても逆にロゴス扱いされた。

## 所属人員・兵器
アークエンジェル
- 人員
  - ムウ・ラ・フラガ
  - マリュー・ラミアス
  - アーノルド・ノイマン
  - ミリアリア・ハウ
  - ディアッカ・エルスマン
  - サイ・アーガイル
  - ダリダ・ローラハ・チャンドラII世
  - ジャッキー・トノムラ
  - ロメロ・パル
  - コジロー・マードック

- 兵器
  - GAT-X103 バスター
  - GAT-X105 ストライク

クサナギ
- 人員
  - カガリ・ユラ・アスハ
  - レドニル・キサカ
  - エリカ・シモンズ
  - アサギ・コードウェル
  - マユラ・ラバッツ
  - ジュリ・ウー・ニェン
  - キクチ
  - カノウ
  - バリー・ホー（ガンダムSEED MSVのみ）
  - ジャン・キャリー（ガンダムSEED MSVのみ）

- 兵器
  - MBF-02 ストライクルージュ
  - MBF-M1 M1アストレイ
  - MBF-M1 M1アストレイ ジャン・キャリー専用機（ガンダムSEED MSVのみ）
  - MBF-M1A M1Aアストレイ（同上）

エターナル
- 人員
  - キラ・ヤマト
  - ラクス・クライン
  - アスラン・ザラ
  - アンドリュー・バルトフェルド
  - マーチン・ダコスタ

- 兵器
  - ZGMF-X10A フリーダム
  - ZGMF-X09A ジャスティス
  - ミーティア×2

※キラとアスランは最初アークエンジェルに属していたが、フリーダムとジャスティスの専用艦であるエターナルの参戦に伴い、乗機と共にエターナルへ移動している。

協力者
- 人員
  - イザーク・ジュール（『SEED』、及び『SEED DESTINY』終盤で間接的に彼らを援護する）
  - ディアッカ・エルスマン（『SEED』ではアークエンジェルのクルー、『SEED DESTINY』終盤でイザークと共にアークエンジェル側へ加勢する）
  - シホ・ハーネンフース（マガジンZ版において彼女と思しきジュール隊パイロットがメサイア攻防戦で他のパイロット達と共にエターナルを援護する）
  - メイリン・ホーク（『SEED DESTINY』の当初はミネルバのクルーであったが、アスランの脱走に巻き込まれる形で離反。後に自らの意志でアークエンジェル、エターナルのクルーとして彼らの意志に賛同する）

艦載機のナンバリング（CE71年時点）
所属機には元来の型式番号とは異なるナンバリングが施されており、フリーダムは101、ジャスティスは102、ストライクは110、バスターは120、ストライクルージュは210、アサギ・コードウェル、ジュリ・ウー・ニェン、マユラ・ラバッツのM1はそれぞれ211、212、213となっている（その他のM1アストレイは連番で続く）。

## 劇中での動向
C.E.71年6月16日のオーブ侵攻に伴い、宇宙へ脱出したアークエンジェルとクサナギは同年同月18日からL4へ移動を開始し、30日に廃棄されたL4コロニー、メンデルに到着。同年7月5日に同地帯にエターナルが合流した。同年同月12日には追撃してきた地球連合軍ドミニオンやザフト軍ヴェサリウスと交戦。その後はプラント内のクライン派や、オーブの残党と連絡を取り合い講和を図った。同年9月23日には第二次ヤキン・ドゥーエ攻防戦に介入。プラントに対して発せられた核ミサイルを迎撃した他、γ線レーザー砲「ジェネシス」をZGMF-X09Aジャスティスの自爆によって破壊した。
『SEED DESTINY』では一般には余り広く知られていないが、大戦の英雄と称されるラクスやカガリの存在と軍、政府関係者の間では連合とザフトの双方に名を知られているアークエンジェルとフリーダム、ジャスティスは有名であり、一般ではラクスとカガリがその中心であったとされている。後に、彼らは所属をオーブ軍第二宇宙艦隊、デスティニープラン反対派として活動を再開する。
特にアスランについては第1次連合・プラント大戦の戦後にプラントの士官学校の教材になるほどで、ルナマリアとメイリンなどミネルバのクルーがザフト（パトリック・ザラ政権）と連合（地球連合軍）の両軍と戦闘して停戦させたことを、英雄と認識している。
C.E.75年を舞台とする『機動戦士ガンダムSEED FREEDOM』では、ラクスを初代総裁とする世界平和監視機構「コンパス」が設立され、キラをはじめとする旧三隻同盟のメンバーたちも多く所属している。